# Luxor ABC 800
Luxor ABC 800 (ABC 800) је серија професионалних рачунара фирме Luxor која је почела да се производи у Шведској током 1981. године. Главни представници серије су били рачунари ABC 800, ABC 802 и ABC 806.
Користио је Z 80 микропроцесорску јединицу а RAM меморија рачунара је имала капацитет од 32 kb.

## Детаљни подаци
Детаљнији подаци о рачунару ABC 800 Series су дати у табели испод.
|                       |                                                                    |
| [ 1 ]                 |                                                                    |
| Произвођач            |                                                                    |
| Тип                   | професионални рачунар                                              |
| Меморија              | 32                                                                 |
| Поријекло             | Шведска                                                            |
| Година                | 1981                                                               |
| Тастатура             | Пуни помак тастера, са функцијским тастерима и нумеричка тастатура |
| Процесор              |                                                                    |
| Фреквенција процесора | 3                                                                  |
| RAM                   | 32                                                                 |
| ROM                   | 32                                                                 |
| Текст                 | 40 x 24 / 80 x 24                                                  |
| Графика               | 240 x 240 тачака у 4 од 8 могућих боја                             |
| Боја                  | једна боја, или монитор у боји                                     |
| Звук                  | 1 канал                                                            |
| Димензије             | 7,8 x 4,1 x 1,2 инча / 15.87 ounces са батеријама                  |
| Портови               |                                                                    |
| Оперативни систем     | непознато                                                          |